# فتح بيكند
فتح بيكند هو جزء من عدة حملات وغزوات شنها القائد الأموي قتيبة بن مسلم الباهلي على بلاد ما وراء النهر حينما كان والياً على خراسان (86 هـ-96 هـ) تمكن من خلالها من فتح عدة مناطق بدءً؛ من إيران حتى الصين. وفي عام 87 هـ-706 أثناء سلسلة فتوحاته غزا مدينة بيكند (تقع اليوم في أوزبكستان) الواقعة قرب مدينة بخارى، فطلب أهل المدينة من الصغد وبقية قبائل الأتراك النجدة فجمعوا عدداً ضخماً لمواجهة قتيبة فاستمر يُقاتلهم كل يوم لأكثر من شهرين حتى هزمهم برياً وحاصرهم بالمدينة، فعندما أراد هدم السور ليدخل عليهم استسلموا وطلبوا منه الصلح، فصالحهم على الجزية وخضعوا له وللدولة الإسلامية الأموية ووضع عليهم أميراً مسلماً وكتيبة جنود ورحل، وما أن ترحل عنهم حتى نقضوا العهد وانقلبوا وقتلوا الأمير ومَن معه، فعاد لهم قتيبة فقاتلهم لمدة شهر فطلبوا منه الصلح ورفض حتى اقتحم عليهم المدينة وهزمهم وفتحها، فقتل جنودهم وأخذ غنائمهم. وكانت غنائم المدينة كثيرة جداً، ومن ضمنها أسلحة وآلات حرب لا تحصى استخدمها قتيبة لتقوية جيشه وإمداده.

## خلفية الأحداث
بعد ظهور الإسلام في بدايات القرن السابع الميلادي، وغزو العرب لدولة الفرس الساسانيون وفتحها، كان أوّل من يواجههم في تلك المنطقة هم الأتراك وقبائلهم وشعوبهم بشتى أصنافها، وكان الحد الفارق بين الفرس والأتراك هو نهر جيحون، فسمى العرب منطقة الأتراك آسيا الوسطى "بلاد ما وراء النهر"، وكانت مكونة من ستة أقاليم آنذاك، وهن؛ الصغد والصغانيان [الإنجليزية] وفرغانة وخوارزم والشاش وطخارستان. وهي تضم اليوم عدة دول أبرزها؛ أوزبكستان، وتركمانستان، وكازاخستان، وطاجيكستان، وقيرغيزستان. وقد بدأت أول بوادر غزو المنطقة عندما فتح الأحنف بن قيس التميمي عام 18 هـ-639 خراسان في عهد عمر بن الخطاب التي تعتبر الحد الفاصل بين ممالك الأتراك ودويلاتهم ودولة العرب المسلمين، وتحديداً مدينة بلخ التي انطلقت منها أولى الفتوحات، وقد انتفضت خراسان عدة مرات وأُعيد فتحها في عهد عثمان بن عفان، وبعد مقتل عثمان على يد الخوارج والغوغاء توقفت الفتوحات بسبب الفتنة.
وعندما أعطى الحسن بن علي بن أبي طالب الخلافة لمعاوية بن أبي سفيان واستقرت الأوضاع، عادت الفتوحات في جميع الجبهات شرقاً وغرباً وشمالاً وجنوباً على يد معاوية، وفي عام 45 هـ-665 قام والي العراق زياد بن أبي سفيان الأموي بتولية الصحابي الحكم بن عمرو الغفاري على خراسان فقام عام 48 هـ-668 بغزو بلاد ما وراء النهر ففتح الصغانيان [الإنجليزية]، ثم قام والي خراسان التالي عبيد الله بن زياد بفتح نسف وراميثن وبيكند وبخارى عام 54 هـ-673، وبعده قام والي خراسان سعيد بن عثمان بن عفان الأموي بفتح بخارى مجدداً وسمرقند للمرة الأولى وترمذ للمرة الأولى أيضاً عام 56 هـ-675، ثم ولى الخليفة يزيد بن معاوية ابن عمه سلم بن زياد بن أبي سفيان الأموي وأمره بالجهاد ففتح سلم سمرقند وبخارى مرة أخرى وخوارزم. ثم بعد وفاة يزيد اختلف المسلمين فيما بينهم وبدأت فتنة جديدة فتوقفت الفتوحات في شتى الجبهات وضاعت كثير منها، وفي آسيا الوسطى نقض الأتراك العهود وتركروا دفع الجزية للمسلمين، إلى أن اجتمع المسلمين على بيعة أمير المؤمنين عبد الملك بن مروان ببداية العقد الثامن من القرن الهجري الأول فاستطاع السيطرة على خراسان فولى عليها أمية بن عبد الله بن خالد الأموي فبدأت حملة استعادة الفتوحات من جديد فقام بفتح بخارى مجدداً والختل، ثم أضاف عبد الملك خراسان لولايات الحجاج بن يوسف الثقفي فولى الحجاج المهلب بن أبي صفرة فأكمل استعادة الفتوحات ففتح خجندة والختل وكش وبلاد الصغد، ثم ولى أبناءه يزيد بن المهلب والمفضل بن المهلب؛ ففتح يزيد البتم، وفتح المفضل باذغيس وشومان وأخرون. وكانت هذه الفتوحات غير ثابتة ولا ولاء وعهود الأتراك ثابتة لذا كانوا يغدرون بالمسلمين وينتفضون دائماً، حتى عزل الحجاج المفضل بن المهلب عام 86 هـ-705 وولى على خراسان قتيبة بن مسلم الباهلي فبدأ حقبة جديدة في فتوحات ما وراء النهر، إذ تمكن قتيبة من تحقيق النصر تلو النصر على مدى 10 سنين بحيث بسط سلطانه على كل آسيا الوسطى، واستعاد كل الفتوحات وفتح مناطق لَم يفتحها أحد قبله ووطد أقدام المسلمين في كل تلك المناطق، وثبت هيبته بحيث خضع له جميع ملوك تلك المناطق وسلموا له بلادهم قبل أن يغزوهم، وتمكن من إدخال أغلبية الجنس التركي إلى الإسلام مما جعل تلك المنطقة من عواصم العلم عند المسلمين بشتى العلوم وخرج منها دول مثل دولة السلاجقة والدولة العثمانية، وتمكن من الوصول للصين في آخر أيامه وجعل ملكها يدفع الجزية، وكان ينوي إكمال فتح الصين وما بعدها إلا أنّه توفي حينها.

### فتوحات قتيبة بن مسلم قبل بيكند
ما أن ولى الحجاج قتيبة على خراسان عام 86 هـ-705 حتى ذهب إليها ورأى المفضل بن المهلب يُدرب ويجهز الجيش ليغزو مملكة شومان وأخرون فأعلمه قتيبة بخبر عزله وتوليته وأرسله للحجاج، ثم كان أوّل ما فعله هو أن خطب بالجيش الأموي قائلاً:
ثم عرض الجند والأسلحة واطلع عليهما وعلى إمكانياتهم، فترك بذات اليوم مدينة مرو - عاصمة خراسان - واستخلف على حمايتها إياس بن عبد الله بن عمرو وعلى خراجها عثمان بن السعدي، وأخذ جيشه وترحل في أولى حملاته العسكرية إلى طخارستان السفلى لفتحها، فلما وصل إلى الطالقان أتى إليه دهاقين بلخ وعظمائهم فانضموا لجيشه وعبر النهر، وأتاه بيش الأعور ملك الصغانيان [الإنجليزية] وأعطاه الكثير من الهدايا ومفاتيح ذهب ودعاه إلى زيارة بلاده، وأيضاً أتاه ملك كفتان وأعطاه هدايا وأموال ودعاه إلى زيارة بلاده، فذهب مع بيش للصغانيان وهناك سلم بيش مملكته إلى قتيبة وضمها لسلطان الدولة الأموية، ثم اشتكى بيش لقتيبة غيسلشتان ملك شومان وأخرون لأنه كان يغزوه ويهاجمه، فسار قتيبة بجيشه لمملكة شومان وأخرون - وهما في شمال طخارستان - فأتاه غيسلشتان قبل أن يصل واستسلم له وصالحه على الجزية وأتفق معه على فدية يؤديها للمسلمين فوافق قتيبة ورضي. ثم اتجه لطخارستان السفلى فأتى إليه ملكها، فاستسلم له وصالحه على الجزية والفدية وأخذ منه قتيبة الرهائن، ثم ترك قتيبة جيشه واستخلف عليه أخيه صالح بن مسلم الباهلي، ثم ركب سفينة فانحدر إلى آمل ومنها إلى بلخ، وهناك بقي في بلخ مدة لأن بعضهم انتفضوا وعادوا المسلمين فحاربهم حتى أنهى فتنتهم وعاد إلى مرو، وقام صالح آنذاك حينما كان معه الجيش بفتح باسارا وكاشان وأورشت وأخسيكث. وعَلِم الحجاج أنّ قتيبة ترك جيشه خلفه وعاد فغضب وأرسل له يلومه قائلاً: «إذا غزوتَ فكُن في مقدم الناس، وإذا قفلتَ فكُن في أُخرياتهم وساقتهم»، أي أن يكون إذا غزا أول الجيش وفي العودة آخر الجيش، وعندما عاد لخراسان أتاه دهاقين بلغار وصاغان بهدايا كثيرة ومفاتيح ذهب.
في عام 87 هـ-706 قام قتيبة بإرسال رسالة إلى نيزك طرخان أو نيزك البرقشي ملك هياطلة باذغيس - وكان تركياً معروفاً بغدره وشره واعتنق الإسلام عدة مرات ولكنه كان يرتد كثيراً -، وكان محتوى رسالة قتيبة: «أقسم بالله لئن لَم تَقدِم عليَّ لأغزونكَ ثم لأطلبنّكَ حيثُ كنتَ، حتى اظفر بكَ أو أموت دون هذا»، وطلب منه أن يُحرر الأسرى المسلمين الذين عنده. وأرسل رسالته مع سليم الناصح مولى عبيد الله بن أبي بكرة، وكان نيزك يعرفه ويستصحنه دائماً فقال نيزك لسليم: «ياسليم! ما أظن عند صاحبك خيراً، كتب إليَّ كتاباً لا يُكتب إلى مثلي»، فقال له سليم: «يا أبا الهياج! إن هذا الرجل شديدٌ في سلطانه، سهل إذا سوهل، وصعب إذا عوسر، فلا يمنعك من غلطة كتابه إليك، فما أحسن حالك عنده وعند جميع مضر»، فأتقى نيزك على نفسه وحرر المسلمين واستسلم له وأعطى باذغيس له وضمها لسلطان المسلمين والأمويون، وأعطاه مالاً جزيلاً، وذهب لقتيبة بنفسه مقابل أن لا يدخل قتيبة باذغيس، ووافق على المحاربة بمن معه مع قتيبة في غزواته وحروبه وأن ينضم له.

## الفتح
بعدما فتح قتيبة باذغيس، وأتى وقت الغزو بعام 87 هـ-706 أخذ قتيبة جيشه ومعه نيزك طرخان من مرو إلى مرو الروذ، ومن مرو الروذ ذهب إلى آمل ومن آمل إلى زم [الأوزبكية]، ومن زم عبر النهر إلى مدينة بيكند - وهي مدينة عظمى وأدنى مدائن بخارى وتقع بقربها وهي اليوم في أوزبكستان -.
ولما وصل عسكر أمام المدينة وأغلق أهل بيكند أبوابها عليهم، وكانوا يعلمون بمسير قتيبة لها فاستنصروا وطلبوا النصر من الصغد وبقية الأتراك والممالك التي حولهم فأتوا لنصرتهم وأجتمعوا كلهم على قتيبة حتى أصبح عددهم أضعاف جيش المسلمين بكثير، وحاصروا جيشه من كل جهة وعسكروا في طريق العبور، فتقاتلوا واستمر قتالهم مدة شهرين كاملين يتقاتلون كل يوم، ولَم يستطع جيش الأتراك هزم جيش قتيبة أو القضاء عليه، وكانوا معسكرهم على الطريق وقتيبة مُحاصر منهم، فلَم يكن قُتيبة يستطيع أن يُرسل أي رسالة أو رسول إلى خراسان والمسلمين والحجاج بن يوسف الثقفي طيلة الشهرين وبذلك لَم يكن الحجاج والمسلمين يعلمون أحوال قتيبة وجيشه، وطال الوقت على الحجاج وقلق على الجيش وقتيبة وأشفق عليهم ظناً منه أنهم هُزموا أو أُبيدوا أو تم أسرهم وقتلهم، فأمر أهل العراق أن يدعوا لهم في كل مسجد، وأرسل لبقية البلدان والمدن يأمرهم بالدعاء لهم بالمساجد أيضاً.
وكان لقتيبة جاسوس أعجمي غير مسلم اسمه «تنذر» أرسله ليتجسس له على الأتراك ويأتيه بأخبارهم، وعَلم الأتراك بأمره فأخذوه إلى ملكهم خاقان، وقالوا له: «أيها الملك! هذا رجل منا وهو عين لقتيبة بن مسلم علينا فمرنا فيه بأمرك»، فقال له خاقان: «ويحك يا تنذر! أنت رجل منا فما الذي يحملك على أن تكون عيناً لقتيبة علينا ؟»، فقال تنذر: «أيها الملك! إن الرجل لمُحسنٌ إليَّ جداً، ولكن لك عليَّ أن أرده عنك مع جيشه هذا الذي أتاك به»، فقال له خاقان: «إن فعلتَ ذلك يا تنذر فلك عندي عشرة آلاف درهم وغلام وجارية، وإن أنت مضيتَ ولم تفعل ذلك ثم وقعت في يدي ضربت ‌عنقك!»، فقال تنذر: «كفيت أيها الملك! ذرني وقتيبة». وفي رواية أخرى أن أهل بخارى العليا أنفسهم أتوا لتنذر عندما علموا أنه جاسوس لقتيبة ووعدوه إن استطاع خداع قتيبة وإبعاده عنهم وصرفه عن بيكند فسيكافئونه بالأموال.
فذهب تنذر لقتيبة فوجده في معسكره وعنده كبار قادته وجنده، فقال له: «أخلني»، فنهض الناس وخرجوا، فقال لقتيبة: «أيها الأمير! إنه قد غرك الحجاج وألقاك إلى التهلكة، وقد عُزِل الحجاج، وهذا عامل يقدم عليك من قبل الوليد بن عبد الملك، فلا تحارب هؤلاء القوم في يومك هذا فإنك لا تدري كيف يكون الامر بينك‌ وبينهم، فلو انصرفت بالناس إلى مرو!»، أي أنَّ الحجاج قد عُزل من ولاية المشرق وبهذا تم تغيير والي خراسان وأن الخليفة الوليد ولى غيره وأن قادم لخراسان، فالأولى له ترك الحرب لأن غُدِر به وعُزِل هكذا، فشك قتيبة بتنذر وعَلِم أنه يكذب فابتسم وقال له: «يا عدو الله! وما الذي أتاك بهذا الخبر دوني ؟!! أهذا شيء دبرته على أن أصرف جيشي هذا عن الترك في يومي هذا!»، ثم أمر مولاه سياه بأن يقتله.
بعدما قتله أذن للناس بالدخول فرأوا المسلمين تنذر مقتولاً فروعهم أنه قتل جاسوسه ووجموا، فقام يخطب بالمسلمين:«أيها الناس! ما لي أراكم قد راعكم قتل تنذر هذا عبد أحانه الله فما يروعكم من قتل عبد أحانه الله ؟!!»، فقالوا: «إنا كنا نظنه ناصحاً للمسلمين»، فقال: «بل كان غاشاً لهم، فأحانه الله بذنبه، فقد مضى سبيله، فذروا عنكم ما كان مني إلى تنذر، وعليكم بجهاد عدوكم فاغدوا إلى قتال عدوكم، والقوهم بغير ما كنتم تلقونهم به».
ثم بعدها تأهب المسلمين وعادوا لصفوفهم، وذهب قتيبة وحض أهل الرايات وخطب بالله وحثهم على الجهاد والنصر والصبر، ثم تراشق الفريقان بالرماح والسهام والنبال، فبدأت المعركة والتحم القتال فتصابر المسلمين فيما بينهم، واستمر القتال طيلة النهار حتى غربت الشمس، فحمل المسلمين على الأتراك وحاصروهم فانهزم جيشهم فهربوا منهزمون يريدون التحصن بمدينة بيكند من الجيش الأموي، وطاردهم قتيبة بالجيش فشغلهم بالقتال عن دخول المدينة فهربوا في كل ناحية، والمسلمين يقتلونهم ويأسرونهم فلَم ينجو منهم إلا الفار والشريد والهارب وهم قليل، وأولئك الذين تمكنوا من الهرب دخلوا بيكند فحاصر قتيبة المدينة بالجيش وطوقها من كل مكان بعد أن دحر جيش الصغد والأتراك، ثم استدعى قُتيبة «الفَعَلَة» - وهم كتيبة مهندسون وبناؤون من الجيش الأموي مسؤلين عن إصلاح الطرق وحفر الآبار للجيش وبناء الجسور والمعابر وهدم الأسوار وغيره -، فأمر قتيبة الفعلة بهدم أسوار بيكند ليدخلها ويفتحها، فأرسل إليه بقايا الجيش التركي وأهل بيكند يستسلمون له ويطلبون منه الصلح، فقبل الصلح ففتحوا المدينة وسلموها للمسلمين وقبلوا بالجزية والخضوع لحكم المسلمين فولى عليهم قُتيبة رجلاً من أقاربه ووضع معه حامية من الجيش المسلم.
ثم أخذ جيشه وارتحل يريد الرجوع فسار بعيداً عنهم عدة مراحل من الطريق، وبينما كان بينه وبين بيكند خمس فراسخ غدر أهلها بالمسلمين ونفقضوا الصلح والاتفاقية فقتلوا قريب قتيبة والذين معه غدراً وغيلة وشوهوا جثثهم وجدعوا أنوفهم وآذانهم، فبلغ قُتيبة الخبر فرجع لهم بجيشه وتحصنوا بمدينتهم فقاتل جيوشهم شهراً كاملاً، وفي المعركة الأخيرة بينهم جمع الصغد والتُرك أو الأتراك جيشاً يُقدر بـ 87 ألف جندي، فقام قُتيبة وعبأ جيشه وصفه ميمنة وميسرة وقلباً وجناح وكمين، ثم دنا الجيشان بعضهم من بعض وتقدم خاقان الأتراك وهياطلتهم، فالتفت قتيبة لوكيع بن أبي سود التميمي فقال له: «يا وكيع! كم تُقدِّر هؤلاء الكفار يكونوا ؟»، فقال وكيع: «أيها الأمير! أُقدّر أنهم يزيدون على ثمانين ألفاً»، فقال قتيبة: «صدقتَ، قد خُبِرتُ أنهم سبعة وثمانون ألفًا، ولكن ما عندك الآن فيهم ؟».
فرد وكيع: «أيها الأمير! عندي كل ما تحبه مني»، فقال قتيبة: «أحسنتَ، ولكن لا تُعَجل بالحملة حتى أنظر ما يكون!»، ثم تناوش الفريقان لمدة ساعة وكانت بينهم مناولة فأخذت سيوف المسلمين الأتراك فقتلوا منهم عدداً لا يُحصى، ثم في خضم القتال أعطى قُتيبة لوكيع الإشارة فالتفت وكيع لقومه من بني تميم وصرخ قائلاً فيهم: «يا معشر المسلمين! انظروا مَن كان منكم يُريد الموت فليتبعني، ومَن كان كارهاً فليثبتْ في مكانه!»، فكَبَّر كل من سمعه من بني تميم فانضم له زهاء 10 آلاف رجل تميمي، ثم انضم لهم قبائل بني بكر بن وائل فتقدم بهم وكيع وهم تحت لوائه، فدنت منهم الترك أو الأتراك فاقتتلوا قتالاً شديداً، واختلط الفريقان يتقاتلون منذ بزوغ الفجر حتى صلاة المغرب، ثم صاح قُتيبة ووكيع بأصحابهما فحملوا عليهم حملة رجلٍ واحد فأخذت سيوفهم الأتراك وقتلوا منهم أعداداً هائلة وانهزم الباقون، فأنشأ الشاعر نهار بن توسعة قصيدة يقول في مطلعها:
وولوا الصغد والأتراك هاربين على وجوههم إلى الجبال والغياض والغابات، ثم حاصر قتيبة بيكند بقواته واستدعى الفَعَلة والنقابين فقاموا بتعليق حوائط الخشب على أصل وأساسات المدينة وأسوارها ليقوم بحرقها فتُهدم ويفتح المدينة، وحينما قارب على حرق الأسوار أرسل له الترك وأهل بيكند يستسلمون ويطلبون الصلح والغفران، ولكن أبى ورفض قُتيبة طلبهم، فاستمر الفعلة حتى استطاعوا هدم أحد الأسوار ودخل الجيش الأموي للمدينة، فقاتلهم قتيبة حتى فتحها عنوة وانتصر عليهم، وبعد الفتح قام بقتل كل الجنود الذين اختبئوا فيها وسبّى وأمر بهدم أسوارها حتى سوِّيت بالأرض. وفي أثناء قتله للجنود قبض على الرجل الذي قام بجمع الصغد والتُرك من كل مكان لمحاربة المسلمين واستجاشهم عليهم، فأراد أن يفتدي ويحرر نفسه بمبالغ وأموال ومجوهرات كثيرة، فسأل قتيبة الناس عن رأيهم فقالوا: «نرى أن فداه زيادة في غنائم المسلمين، وما عسى أن يبلغ من كيد هذا ؟!!»، فعارض قتيبة وقال: «لا والله، لا يُرَوَّع بك مسلم أو مُسلمة أبداً مرة ثانية!»، فأمر بقتله لما فعله.
ثم بدأ بتحصيل الغنائم فولى عليها وعلى القسم؛ عبد الله بن وألان العدوي، وزياد بن بيهس الباهلي، وقد غَنِم المسلمون غنائم لا تحصى لَم يغنم المسلمين مثلها في خراسان، ووجد قُتيبة خزانة مُقفلة ففتحها فوجد فيها ما لا يحصى من آنية الذهب والفضة، فأمر عبد الله وزياد بإذابتها فقُدِرت بـ 150 ألف مثقال، ووجد بالخزانة أيضاً صنم سبك ضخماً من ذهب فأمر قتيبة بإذابته فأُذِيب فخرج منه 250 ألف دينار ذهبي. ووجد قُتيبة في هذه الخزانة لؤلؤتين ضخمتان فتعجب قتيبة من كبرهما وضيائهما فسأل سدنة وكهنة معبد أو بيت النار عنهما وكان لهما قصة غريبة. ووجد أيضاً بخزائن بيكند أسلحة وآلات حرب غفيرة وكثيرة، وبعد أن جمع قُتيبة الغنائم أخرج منها الخُمُس وقسم الباقي على المسلمين، ثم أرسل الخُمُس لرئيسه ووالي الأقاليم الشرقية - ومن ضمنها خُراسان - الحجاج بن يوسف الثقفي وكتب إليه يُبشره بالفتح والنصر، والحجاج أرسل الخراج والخُمس للخليفة الوليد بن عبد الملك لكي يضعه في بيت مال المسلمين. وقام قُتيبة بإهداء الؤلؤتين العظيمتان للحجاج وأرسل إليه يخبره بقصتهما العجيبة، فأرسل له الحجاج رسالة يمتدح فيها أن قُتيبة بخس نفسه بالؤلؤتين وبدلاً من أن يحتفظ بهما لنفسه فضل أن يُهديهما للحجاج، وكان محتوى رسالته: «إني قد فهمت ما ذكرتَ من أمر هاتين اللؤلؤتين، وإن أَعْجَبَ من أمرهما وأمر الطائرين سخاءُ نفسكَ لنا بهما أبا حفص - والسلام -».
وأرسل للحجاج أيضاً يستأذنه في استخدام وتوزيع الآلات الحربية والأسلحة على جيشه والمسلمين فأعطاه الإذن، فوزعه بينهم وقام قُتيبة بشراء بالأموال التي غَنَمها السلاح والخيل لكي يقوي جيشه أكثر، فقوي جيش العرب في خراسان كثيراً حتى بلغ الرمح 70 درهماً، وبلغ الدرع 700 درهم، وبلغت السيوف أثمانها على أقدارها، وجُلبت إليهم الدواب من كل مكان. ويقول المؤرخ ابن كثير: «ووجدوا في خزائن الملك أموالاً كثيرة وسلاحاً كثيراً وعُدداً متنوعة، وجواهر نفيسة، وأخذوا من السبي شيئاً كثيراً، فكتب قتيبة إلى الحجاج في أن يعطي ذلك للجند، فأذن له فتمول المسلمون وصارت لهم أسلحة وعُدد، وتقووا على الأعداء قوة عظيمة، ولله الحمد والمنة». وبعد الفتح خضعت بيكند لحكم المسلمين واستئذن أهلها من قُتيبة لكي يُعمروا مدينتهم مرة أخرى فوافق، وعقد اتفاقيات معهم على دفع الجزية بشكل سنوي وعدم الغدر بالمسلمين مرة أخرى وكتب كتاباً بذلك، وصالحهم ثم عاد بجيشه لمرو. وفي فتح بيكند قال الشاعر الشهير الكميت بن زيد الأسدي قصيدة يقول في مطلعها: